# Ан, Дмитрий Иванович
Дмитрий Иванович Ан (2 мая 1939, Узбекская ССР, СССР — 20 мая 2018) — советский футболист, нападающий, мастер спорта (1966). Старший брат Михаила Ана.

## Биография
Родился 2 мая 1939 года. Начал играть в сельской команде, затем — в футбольной школе «Пахтакора». Выступал в дубле в линии нападения, в а 1963 году заиграл в основе.
В 1964 году играл в ташкентском «Старте», перешёл в «Политотдел», где стал лидером и капитаном. В команде провёл семь чемпионатов. В сезоне-71 перешел на тренерскую работу в своем клубе. В девяностые годы был заведующим футбольной базы команды «Дустлик» — дважды чемпиона Узбекистана и обладателя Кубка.